# Theme Building
Il Theme Building è una struttura architettonica presente presso l'Aeroporto internazionale di Los Angeles. La struttura, realizzata nel 1961, è uno dei simboli più riconoscibili dell'aeroporto grazie alla sua particolare forma che assomiglia a quella di un disco volante appoggiato su quattro gambe.
Altra caratteristica che risalta sono i grandi archi, che raggiungono i 40 metri di altezza, che contribuiscono a dare un aspetto fururistico, tipico del movimento Googie, stile molto in voga nella California negli anni '60.
L'edificio ha la funzione di punto di osservazione, grazie alla sua visuale a 360° sull'aeroporto, e al suo interno vi si può anche trovare un ristorante.